# Kulikowo
Kulikowo (biał. Кулікова, ros. Куликово) – wieś na Białorusi, w obwodzie mińskim, w rejonie miadzielskim, w sielsowiecie Krzywicze.
Dawniej wieś i folwark Kulikowo.

## Historia
W czasach zaborów w granicach Imperium Rosyjskiego.
W latach 1921–1945 wieś leżała w Polsce, w województwie nowogródzkim (od 1926 w województwie wileńskim), w powiecie duniłowickim (od 1926 w powiecie wilejskim), w gminie Budsław.
Według Powszechnego Spisu Ludności z 1921 roku zamieszkiwało:
- wieś – 66 osób, 48 były wyznania rzymskokatolickiego a 18 prawosławnego. Jednocześnie 5 mieszkańców zadeklarowało polską przynależność narodową a 43 białoruską. Było tu 14 budynków mieszkalnych[5]. W 1931 w 11 domach zamieszkiwało 69 osób[6].
- folwark – 33 osoby, 17 było wyznania rzymskokatolickiego, a 16 prawosławnego. Jednocześnie wszyscy mieszkańcy zadeklarowali białoruską przynależność narodową. Było tu 5 budynków mieszkalnych[5]. W 1931 w 5 domach zamieszkiwały 24 osoby[6].

Miejscowość należała do parafii rzymskokatolickiej w Budsławiu i prawosławnej w Habach. Podlegała pod Sąd Grodzki w Krzywiczach i Okręgowy w Wilnie; właściwy urząd pocztowy mieścił się w Budsławiu.